# Thespios
Thespios är en kung i grekisk mytologi. Thespios hade femtio döttrar. Heroen Herakles "trettonde stordåd" var, enligt slippriga romarpoeter, hans mödosammaste, labor durissimus, genom att han på en och samma natt gjorde alla femtio döttrarna med barn.